# Dynamit (film 1929)
Dynamit (ang. Dynamite) – amerykański film z 1929 w reżyserii Cecila B. DeMille’a.

## Obsada
- Conrad Nagel jako Roger Towne
- Kay Johnson jako Cynthia Crothers
- Charles Bickford jako Hagon Derk
- Julia Faye jako Marcia Towne
- Muriel McCormac jako Katie Derk
- Joel McCrea jako Marco
- Robert Edeson jako pierwszy mądry błazen
- William Holden jako drugi mądry błazen
- Henry Stockbridge jako trzeci mądry błazen
- Judith Barrett jako towarzyska dziewczyna
- Randolph Scott jako górnik (niewymieniony w czołówce)

## Nagrody i nominacje
| Nazwa nagrody | Wygrane            | Nominacje                                  |
| ------------- | ------------------ | ------------------------------------------ |
| Oscar         | 1930 bez rezultatu | 1930 Najlepsza scenografia Mitchell Leisen |